# Cora Cecilia Pinedo Alonso
Cora Cecilia Pinedo Alonso (Tepic, Nayarit; 26 de noviembre de 1967) es una política mexicana, actualmente miembro del Partido del Trabajo. Ha tenido una amplia carrera política en su estado natal, Nayarit; que la ha llevado a ser en dos ocasiones alcaldesa de Tepic, diputada local, regidora, diputada federal, Secretaria General de Gobierno de Nayarit y actualmente Senadora por su entidad.

## Biografía
Cora Cecilia Pinedo es profesora y licenciada en Educación Medida en área de Ciencias Sociales egresada de la Escuela Normal Superior de Nayarit y licenciada en Derecho.
Inició su carrera política como miembro del Partido Revolucionario Institucional (PRI), partido en cuya estructura ocupó numerosos cargos, como coordinadora del Movimiento Estatal de Vinculación Ciudadana de la Confederación Nacional de Organizaciones Populares, secretaria general del Consejo para la Integración de la Mujer y delegada estatal de Mujeres en Acción; fue secretaria de Acción Política y secretaria de Gestión Social del comité estatal del PRI, la última en 1997. Se le considerada miembro del grupo político que en el PRI lideraba el líder magisterial Liberato Montenegro Villa
En 1996 fue elegida regidora del Ayuntamiento de Tepic que encabezaba José Félix Torres Haro; cuando este solicitó licencia al cargo en 1999 para buscar la candidatura del PRI a gobernador de Nayarit, asumió de forma interina la Presidencia Municipal de Tepic. Al no lograr Torres Haro la candidatura, retornó a la presidencia municipal y Cora Cecilia Pinedo fue postulada y electa diputada a la XXVI Legislatura del Congreso de Nayarit y en la que fue presidenta de la comisión de Equidad y Género y vocal de la comisión de Educación; terminando su encargo en 2002.
En 2002 fue nombrada directora del Registro Civil de Tepic y en 2004 directora del Instituto de las Mujeres del mismo municipio; ese año y hasta 2005 volvió a ocupar la presidencia municipal de Tepic de forma interina, al solicitar licencia el alcalde Ney González Sánchez para ser candidato a gobernador del estado. Electo y asumida la gubernatura en 2005, Ney González nombró a Cora Cecilia Pinedo Alonso como secretaria general de Gobierno y permaneció en el cargo hasta 2009 en que renunció para ser candidata a diputada federal.
En 2009 fue elegida candidata a diputada federal por la vía plurinominal postulada por el entonces Partido Nueva Alianza a la LXI Legislatura que concluyó en 2012. En la Cámara de Diputados fue secretaria de la Mesa Directiva; secretaria en las comisiones de Hacienda y Crédito Público; y de Recursos Hidráulicos; así como integrante en las comisiones Fortalecimiento al Federalismo; y, Especial encargada de estudiar, analizar, evaluar y supervisar el funcionamiento de las aduanas, puertos y aeropuertos nacionales, en relación con la entrada de mercancía ilegal, el tráfico y contrabando de armas, estupefacientes y sustancias adictivas. También fue integrante del Comité de Administración. En 2012 fue candidata del PAN a senadora por Nayarit, no habiendo logrado la elección.
Retornó a la actividad política en 2018 como coordinadora estatal del Movimiento Regeneración Nacional (MORENA) en Nayarit y este mismo año fue postulada candidata a senadora por la coalición Juntos Haremos Historia en primera fórmula, siendo el titular de la segunda Miguel Ángel Navarro Quintero. Electa para las legislaturas LXIV y LXV que concluirán en 2024 y en las que forma parte de la bancada del Partido del Trabajo. En el Senado es presidenta de la comisión de Relaciones Exteriores, Asia-Pacífico-África; e integrante de las comisiones de Energía; de Estudios Legislativos, Primera; de Marina; y de Salud.